# Jüdischer Friedhof (Oberwaldbehrungen)

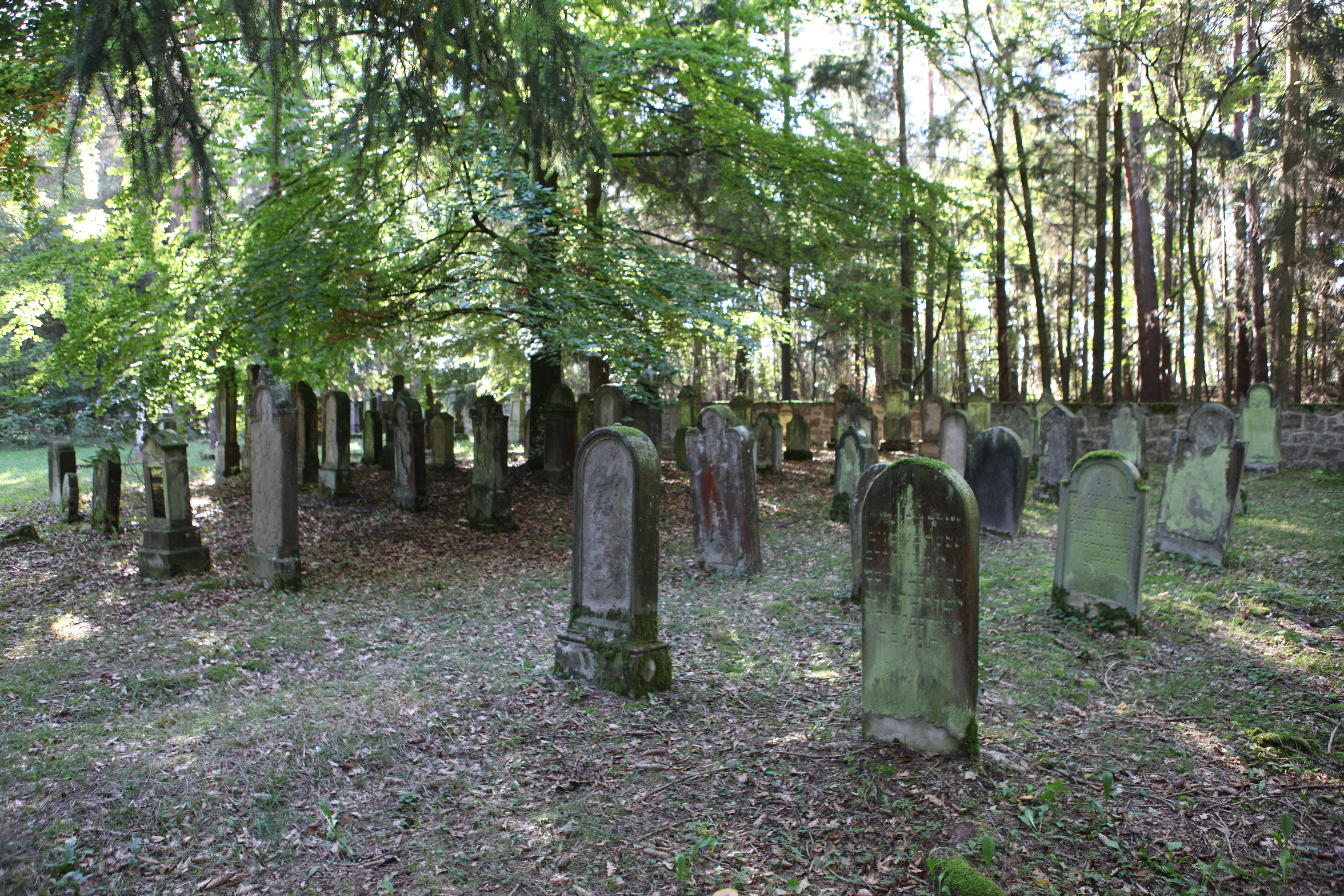
Jüdischer Friedhof in Oberwaldbehrungen

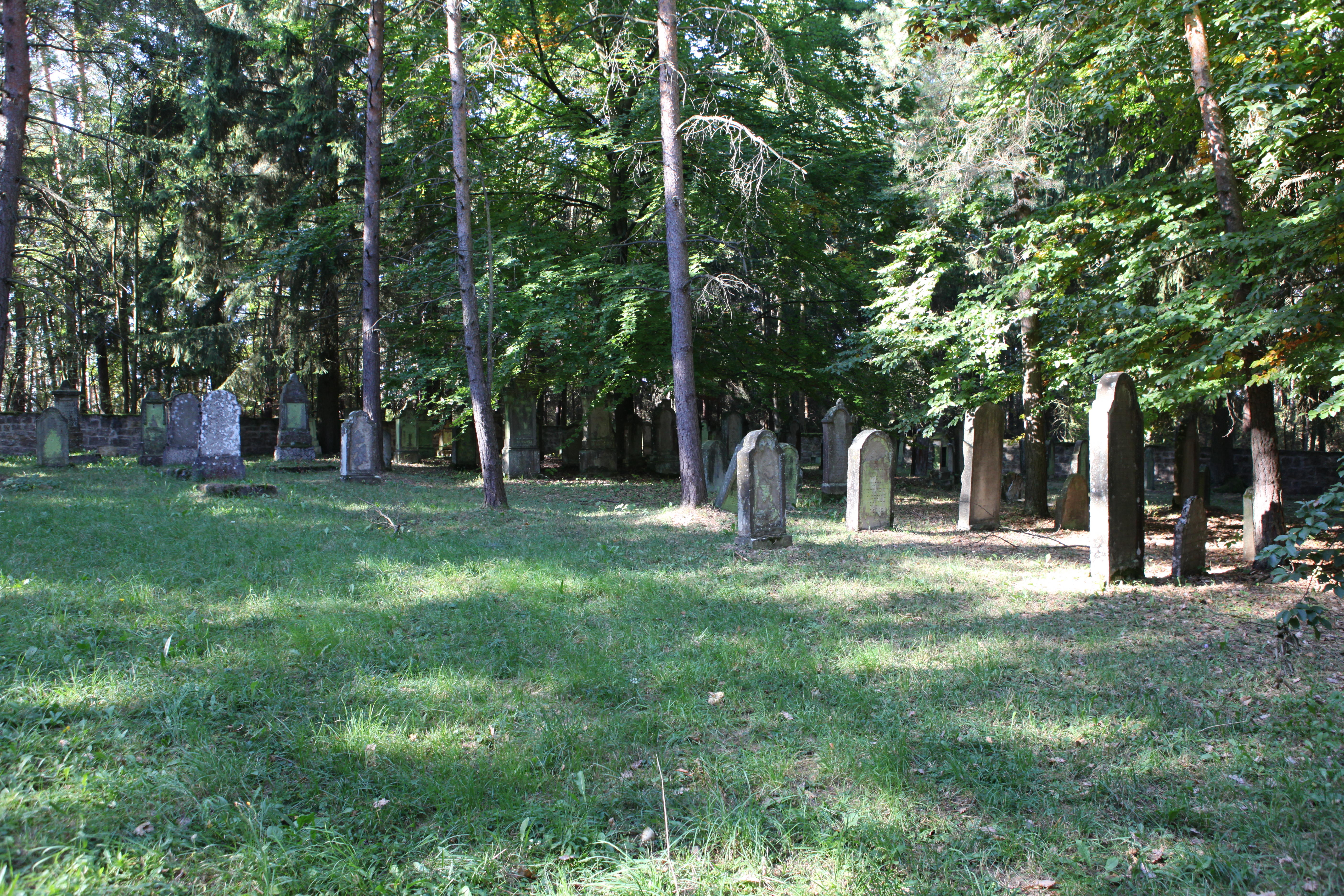
Jüdischer Friedhof in Oberwaldbehrungen

Der Jüdische Friedhof Oberwaldbehrungen ist ein jüdischer Friedhof in Oberwaldbehrungen, einem Ortsteil der unterfränkischen Gemeinde Ostheim vor der Rhön im Landkreis Rhön-Grabfeld.

## Geschichte
Vor der Errichtung des Friedhofes im Jahr 1842 wurden die verstorbenen Juden des Ortes auf dem jüdischen Friedhof in Neustädtles (bis 1890) und dem jüdischen Friedhof in Kleinbardorf bestattet. Die Verantwortlichen der Stadt verlangten beim Verkauf des Platzes einen hohen Preis von der jüdischen Gemeinde und gaben ihn für „alle Zeiten“ an sie ab.
Es kam zu mehreren Schändungen des Friedhofs, wie beispielsweise im Jahr 1985.

## Lage und Charakterisierung
Der Friedhof ist einen Kilometer entfernt von Oberwaldbehrungen in nordwestlicher Richtung nahe der Ferienhaus-Siedlung gelegen. Auf einer Fläche von 29,2 Ar befinden sich etwa 130 Grabsteine (Mazewot).